# Hôtel de ville de Caudebec-en-Caux
L'Hôtel de ville de Caudebec-en-Caux est un monument de Rives-en-Seine construit au XVIIIe siècle-XIXe siècle. L'édifice est inscrit comme monument historique depuis 1996.

## Localisation
Le monument est situé rue Winston-Churchill à Caudebec-en-Caux.

## Histoire
Le monument est construit vers 1810 ou à la fin du XVIIIe siècle.
L'édifice est construit pour la famille de Chantoisel de Caumont et devient un hôtel en 1920, puis hôtel de ville en 1945 ou 1941.
Il subit un incendie en 1994
L'édifice est inscrit aux monuments historiques par un arrêté du 28 février 1996.

## Architecture
L'édifice est en briques et pierres.
Trois pièces ont leur décor primitif